# 谷神星二号运载火箭
谷神星二号运载火箭（英語：CERES-2）是中国民营航天企业星河动力（北京）空间科技有限公司研制的一种小型固体运载火箭，以“谷神星”命名，火箭为四级固体构型设计，第四级为液体上面级。谷神星二号起飞质量约100吨，500km近地轨道运载能力为1.6t，500km太阳同步轨道运载能力1.3t，兼顾海、陆发射方式，后续可拓展适应电磁轨道发射。
谷神星二号预计于2025年上半年完成首飞。

## 发射记录

### 数据统计
- 部分失利
- 失利
- 成功
- 计划